# 提林镇区
提林鎮（緬甸語發音：[tʰílɪ́ɴ mjo̰nɛ̀]）為緬甸馬圭省甘高縣的鎮區。2014年人口48,866人，區域面積1,328.1平方公里。該鎮下分62個村莊。提林為該鎮之首府。

## 外部連結
- Township 118 on "Myanmar States/Divisions & Townships Overview Map" （页面存档备份，存于） Myanmar Information Management Unit (MIMU)
- "Htilin Google Satellite Map" （页面存档备份，存于） Maplandia